# Order Wojskowy Żelaznej Koniczyny
Order Wojskowy Żelaznej Koniczyny (chorw. Vojnički Red Željezni Trolist) – chorwackie odznaczenie wojskowe z okresu II wojny światowej.

## Historia
Order został ustanowiony 27 grudnia 1941 z inicjatywy poglavnika Ante Pavelicia, przywódcy Niepodległego Państwa Chorwackiego (NDH). Był najwyższym chorwackim odznaczeniem wojskowym. Przyznawano go żołnierzom i oficerom chorwackich sił zbrojnych za czyny wyjątkowej odwagi oraz ich sojusznikom z państw osi za wspieranie niepodległości Chorwacji. Posiadaczom orderu przysługiwał honorowy tytuł vitez (pol. „rycerz”). Odznaczenie miało 4 klasy, do każdej z klas istniała odmiana z dębowym wieńcem.

## Opis odznaki
Odznaka orderu wyglądem przypominało koniczynę w czarnym kolorze ze srebrnymi końcówkami. Pośrodku widniała szachownica chorwacka z symbolem ustaszy (litera U). Na rewersie znajdował się napis: Za Dom Spremni (pol. „za dom gotowi”) i data: „10.IV.1941” (ustanowienie NDH). Istniały także wersje orderu z dębowym wieńcem.

## Odznaczeni
- Orderem Żelaznej Koniczyny 1 klasy z dębowym wieńcem – 1 osoba
  - Ante Pavelić
- Orderem Żelaznej Koniczyny 1 klasy – 3 osoby
  - marszałek Slavko Kvaternik
  - gen. Rafael Boban
  - SS-Obergruppenführer Arthur Phleps
- Order Żelaznej Koniczyny 2 klasy z dębowym wieńcem – 5 osób
- Order Żelaznej Koniczyny 2 klasy – 12 osób
- Order Żelaznej Koniczyny 3 klasy z dębowym wieńcem – 50 osób
- Order Żelaznej Koniczyny 3 klasy – 64 osób
- Order Żelaznej Koniczyny 4 klasy z dębowym wieńcem – 256 osób
- Order Żelaznej Koniczyny 4 klasy – 577 osób